# Samir Duran
Samir Duran es uno de los personajes más misteriosos en el universo StarCraft, adoptando varias identidades alrededor del juego y en una misión escondida, demostrando ser aún más extraño e intrigante, lo cual hace creer a muchos fanes que a pesar de su aspecto Terran, es probablemente un Xel'Naga y quizá el último. En la versión inglesa del juego, Paul Ainsley hace la voz de Duran. En la última saga de Starcraft 2 Heart of Swarm cae el velo y se revela que el doctor Emil Narud, científico jefe de las investigaciones de la organización Möebius , es en realidad Duran un cambia forma fiel servidor del Xel'Naga caído Amon.

## Historia
Duran afirmó servir en el escuadrón Alfa de la Confederación Terran, hasta que esta fue disuelta por Arcturus Mengsk. Al crearse el nuevo Dominio Terran, Duran condujo una pequeña escuadrilla conocida como las Fuerzas Confederadas de Resistencia.
Cuando el DUT lanzó su primer ataque al Dominio Terran en la capital de Braxis, Boralis, Duran ofreció su alianza al Vicealmirante Alexei Stukov (haciéndose pasar por un teniente de 33 años), quien aceptó ya que ambos tenían el mismo enemigo y este demostraba ser un valioso recurso, aunque algo sospechoso. Por otro lado, el Almirante Gerard DuGalle no le dio mucha confianza a Duran. Así fue después con Stukov. Cuando hallaron el Disruptor Psiónico él propuso apoderarse de este para derrotar a los Zerg, en cambio Duran convenció a DuGalle de destruirlo para que no caiga en manos del Dominio Terran, cuando en realidad su verdadera intención era no perjudicar a los Zerg. Cuando Duran llegó al Disruptor Psiónico, aparecieron unos fantasmas y ellos mismos decidieron desarmarlo. 
Al destruirse la capital de Korhal, Augustgrad, Jim Raynor rescató a Arcturus Mengsk y lo refugió en Aiur. Fue entonces que el DUT los localizó y atacó su base de escondite. Justo cuando Mengsk intentó escapar por segunda vez, una ola de Zerg intervino, pero Duran tenía su ejército fuera de lugar y Stukov al ordenarle que se encargara de los invasores, este dijo que su equipo no registraba Zerg alguno y luego que su comunicación estaba fallando, cortando finalmente la transmisión. Esto causó que Mengsk terminará huyendo por un portal interdimensional que se autodestruyó al instante.
Después de tal ataque fallido, se descubre que Stukov regresó a Braxis a reconstruir el Disruptor Psiónico, por lo que Duran convence a DuGalle que Stukov lo traicionó. DuGalle manda entonces a este a tratar con Stukov apropiadamente, pero Duran lo termina asesinando y desapareciendo, demostrando al fin ser este el verdadero traidor.
Posteriormente, Duran se entrega a Kerrigan como su sirviente haciéndose pasar por un Terran infectado. Este la ayuda en gran parte de su conquista informándole sobre todo lo sucedido, sugiriendo planes e ideas, y destruyendo la capital de Shakuras, Talematros, permitiendo así la captura de Raszagal. Pero casi al final de la saga, Duran desaparece misteriosamente

## Misión extra de Brood War
Durante un viaje de exploración de Zeratul, Duran hace su última aparición revelando que en realidad está bajo las órdenes de una entidad superior que supuestamente estaría por encima de las tres razas, presuntamente los Xel'Naga. Zeratul descubre que lidera un experimento que tiene como objetivo crear y reproducir una criatura híbrida Protoss/Zerg, la cual, según él deja ver, decidirá el curso de la guerra de razas.
Actualmente se desconoce el paradero de Duran.

## En el juego
Duran es representado como un Fantasma Terran, sus habilidades son el camuflaje personal y el bloqueo de unidades mecánicas. Como arma tiene el Rifle de Botes de Metralla C-10, además cuando está infestado por los Zerg tiene la propiedad de regenerarse y la habilidad de consumir. Hay que decir que aun siendo un personaje interesante, hubo críticas por lo poco trabajado que está el personaje de Duran Infectado. Muchos fanes esperaban otra clase de terran infectado que fuese más parecido a la Kerrigan infectada, es decir, que tuviera habilidades diferentes. También esperaban poder crear en los Centros de Mando Infectados otra clase de Terran Infectado, lo que causó cierta decepción entre algunos de los aficionados a Starcraft.
- Datos: Q2386546